# Nakano Katsuya
Nakano Katsuya (sinh ngày 13 tháng 9 năm 1996) là một cầu thủ bóng đá người Nhật Bản.

## Sự nghiệp câu lạc bộ
Nakano Katsuya hiện đang chơi cho Kyoto Sanga FC.